# Bhattiana
Bhattiana (també Bhatiana) és una comarca del Panjab que inclou la vall del Ghaggar fins a la frontera amb Rajasthan i un territori desèrtic al nord-oest de Ghaggar cap a l'antic curs del Sutlej; al nord limita amb el districte de Bhatinda i al sud i oest amb el desert de Bikaner. El seu nom deriva del clan bhatti dels rajputs.
Al segle xiv aquest territori estava poblat pels bhattis i mines, i agregat a Abohar, dependència de Dipalpur. La filla de Rana Mai, el sobirà bhatti, es va casar amb Sipah Salar Rajab i el 1309 fou la mare de Firuz Shah Tughluk (1351-1388). Els sobirans bhattis van mantenir una posició de caps semiindpendents. Rai Hansu Bhatti, fill de Khul Chain, va servir sota Sayyid Mubarak Shah II (1421-1435) en la lluita contra Pulad (1430); un altre cap, Ahmad Khan Bhatti, va adquirir gran poder i va desafiar al príncep Bayazid en el regnat de Bahlul Shah Lodi (1452-1489) però després d'unes primeres victòries fou derrotat i mort. El príncep Mirza Kamran va lluitar contra els bhattis el 1527; finalment els bhattis foren sotmesos pels mogols en data desconeguda al segle xvi, i ja no tornen a aparèixer fins dos segles després. El 1750 Bhattiana fou atacada per sikhs i bhattis durant 24 anys fins que el 1774 Amar Singh, Raja de Patiala, va conquerir la regió que després va perdre (Rania el 1780-1783 i Fatehabad el 1784) a mans dels bhattis, que van aprofitar la gran fam del 1783.
Sirsa va caure en mans de l'aventurer d'Haryana, George Thomas, el 1795-1799 i a la seva caiguda el 1801, va passar als marathes, però la van perdre el 1803 quan fou cedida als britànics que no hi van establir un govern apropiat. El territori estava repartit aleshores entre dos caps principals: Bahadur Khan i Zabita Khan, el primer a la rodalia de Fatehbad i el segon a Rania i Sirsa, els quals s'havien declarat independents. Els atacs de Bahadur Khan fins al 1810 van esdevenir intolerables pels anglesos i una expedició britànica va annexionar Fatehbad. Zabita Khan va mostrar fidelitat als britànics i fou respectat però el 1818 fou acusat de donar suport a certs atacs que s'havien fet a la zona de Fatehbad i es va enviar una columna que va ocupar els seus territoris i el va deposar.
El territori fou reclamat pel raja de Patiala i altres caps sikhs van discutir els límits i el litigi es va allargar entre 1818 i 1837 quan fou reconeguda l'autoritat britànica i es va formar el districte de Bhattiana que fou integrat al Panjab el 1857 rebent el nom de districte de Sirsa.